# Solanum falconense
Solanum falconense är en potatisväxtart som beskrevs av Sandra Diane Knapp. Solanum falconense ingår i släktet skattor som ingår i familjen potatisväxter. Inga underarter finns listade i Catalogue of Life.